# MatrixNet
MatrixNet Es un algoritmo de aprendizaje automático propietario desarrollado por Yandex y es utilizado ampliamente por los productos de compañía. El algoritmo está basado en el modelo predictivo Gradient boosting y fue introducido desde el 2009.

## Aplicación
CERN Está utilizando este algoritmo para el análisis de los datos generados por el Gran colisionador de hadrones.